# هنري أمير باتنبرغ
الأمير هنري من باتنبرغ أو «هاينريش موريتس» (5 أكتوبر 1858 - 20 يناير 1896) هو سليل زواج مرغنطي في أسرة هسن دارمشتات، أصبح فيما بعد فرداً من العائلة البريطانية المالكة بعد زواجه من الأميرة بياتريس أصغر أبناء الملكة فيكتوريا والأمير ألبرت، هو ابن ألكسندر أمير هسن والراين ابن الثالث لـ لويس الثاني دوق هسن الأكبر، ووالدته هي كونتيسة جوليا هوك، وفضلاً عن ذلك هو والد ملكة إسبانيا وشقيق الأصغر لأمير بلغاريا.
أصبح محافظ جزيرة وايت بين عامي 1889 حتى وفاته.